# Lengyelfalusy József
Lengyelfalusy József (1940-ig Letocha; Magyardiószeg, 1888. április 29. – Nagymaros, 1947.1.30) plébános, szentszéki tanácsos.

## Élete
Apja Letocha Lipót gyári lakatos, anyja Lengyel Julianna volt. 6 fiúgyermekük született.
József volt a harmadik a sorban.
A gimnáziumot Pozsonyban 1898-1905 között látogatta, mégpedig a Pozsonyi Kiralyi Katolikus Főgimnáziumba járt, a teológiát 1906-ban kezde Esztergomban
1910. szeptember 24-én pappá szentelték. Szomoron, 1912-től Selmecbányán káplán, 1914-1918 között tábori lelkész. 1918-ban Selmecbányán, 1919-ben Léván, 1920-ban Érsekújvárt szolgált káplánként. 1921-től Magyardiószegen, hamarosan pedig Galántán lett plébános, ahol a Katolikus Kör elnöke lett. A Fiatalkorúakat Gyámolító Egyesület alelnöke, és a szövetkezeti mozgalom szervezője volt. 1938-ban tevékeny részt vállalt a galántai első világháborús emlékmű létrehozásában.
A második világháború után mint magyar lelkészt letartóztatták, állítólag Jozef Tisoval ült egy cellában, aki azt mondta volna hogy Tisot nem, de őt felakasztják. Kórházba került ahonnét testvére és unokaöccse megszöktették és a Dunán át csónakon Magyarországra vitték. Nagymarosra helyezték plébánosnak, ahol 1947-ben tisztázatlan körülmények között elhunyt. Hivatalosan öngyilkos lett, ami kevéssé valószínű.
Galántán ügyvezető igazgatója volt a Szent Ágoston Társulatnak, a Szent Pál Irodalmi Társulatnak, tevékenyen részt vállalt a szövetkezeti életben is. A Hanza Szövetkezeti Áruközpont igazgatóságának tagja, a galántai szövetkezetnek pedig elnöke volt. Öt éven át (1928. október 15-1933. január 15.) volt főszerkesztője a Hanza Szövetkezeti Újságnak is.

## Művei
- Katholikus szertartástan.
- Kath. egyháztörténet elemi és polgári iskolák részére.